# Grant Lee Buffalo
I Grant Lee Buffalo sono stati un gruppo musicale rock di Los Angeles che si è sciolto nel 1998.

## Storia del gruppo
I componenti della band sono Grant-Lee Phillips (voce, polistrumentista), Paul Kimble (basso e tastiere) e Joey Peters (batteria) che facevano già parte di una band chiamata Shiva Burlesque. Kimble lascia la band dopo l'album Copperopolis, e verrà sostituito da Dan Rothchild, figlio del produttore discografico Paul Rothchild, per il loro ultimo disco, Jubilee.
Nel 2001, dopo lo scioglimento, è uscito Storm Hymnal, una raccolta di single e rarità, mentre Grant Lee Phillips comincia una carriera da solista.
Il suono dei Grant Lee Buffalo ha forti elementi che richiamano alla tradizione nord americana e viene spesso paragonato a quello di Neil Young. A detta dello stesso Phillips, i brani dei Grant Lee Buffalo sono spesso come una vecchia auto o un vecchio amplificatore che richiede qualche secondo per riscaldarsi, per poi partire e stupire.
Dal vivo le sonorità più melodiche e tradizionali subiscono spesso una mutazione molto forte verso suoni più distorti e psichedelici attraverso la chitarra a 12 corde di Grant-Lee Phillips.
La band ha incluso molto spesso temi sociali e politici nei propri testi.
In Italia hanno affrontato diversi tour anche come gruppo di apertura dei R.E.M..
Il 22 settembre 2010 Grant-Lee Phillips ha annunciato alcuni concerti che saranno tenuti dalla formazione originale nelle città di New York, Londra e Glasgow nei primi mesi del 2011.
Si tratta quindi di un ritorno, a distanza di circa 14 anni.

## Discografia
- Fuzzy (1993)
- Buffalondon (1993)
- Mighty Joe Moon (1994)
- Copperopolis (1996)
- Jubilee (1998)
- Storm Hymnal - Gems From The Vault Of (2001)